# Молокова (Ирбитское муниципальное образование)
Молокова — деревня в Ирбитском муниципальном образовании Свердловской области России. 

## Географическое положение
Деревня Молокова расположена в 30 километрах (по дорогам в 34 километрах) к юго-западу от города Ирбита, на левом берегу реки Ирбит. В 1,5 километрах к северо-западу от деревни расположен остановочный пункт Молокова Свердловской железной дороги.

## Население
| 2002 | 2010 | 2021 |
| ---- | ---- | ---- |
| 139  | ↘50  | ↘38  |